# Cherubino (nome)
Cherubino  è un nome proprio di persona italiano maschile.

## Varianti
- Femminili: Cherubina[1][2][3]

### Varianti in altre lingue
- Catalano: Querubí[4]
- Inglese
  - Femminili: Cherub[5], Cherubina[5], Cherubine[5]
- Polacco: Cherubin
- Spagnolo: Querubín[4]

## Origine e diffusione

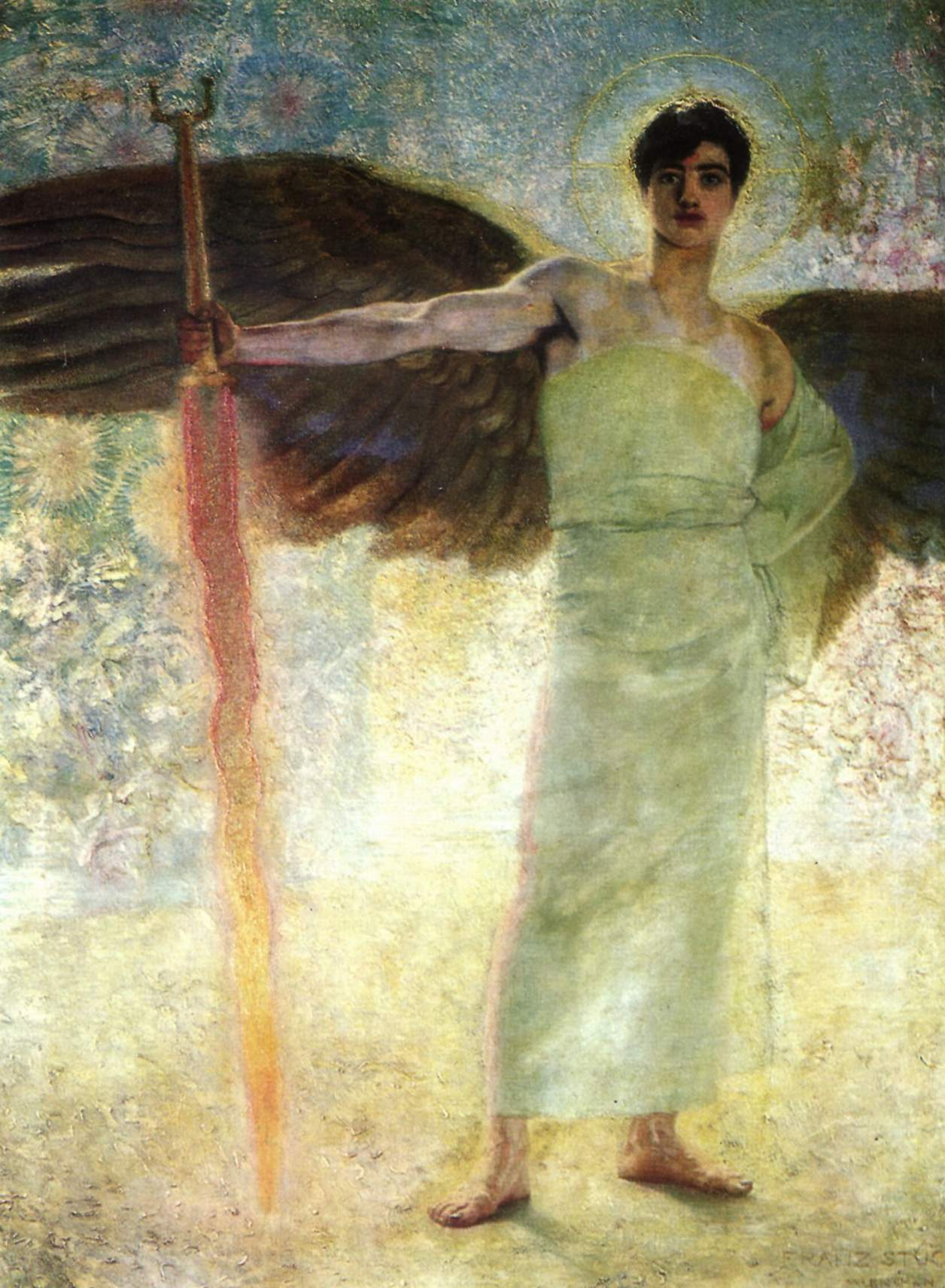
Il guardiano del paradiso, di Franz von Stuck

Riprende il nome dei cherubini, gli angeli di grado più alto dopo i Serafini, patroni della sapienza e che fungevano da guardie e attendenti; nella tradizione ebraica essi custodiscono il paradiso terrestre e, con le loro ali, coprono l'arca santa, mentre nella tradizione cristiana sono il coro angelico con la più limpida visione di Dio.
Il vocabolo italiano risale al latino cherūbīn, cherūbīm o cherubinus, a sua volta dell'ebraico כְּרוּבִים (kerûbhîm o k'ruvím): questo era originariamente un plurale, ma venne scambiato per singolare da alcuni autori cristiani come Gregorio di Tours (il vero singolare era כרוב, kerûbh o k'rúv). L'etimologia del termine ebraico è dubbia: una delle ipotesi più diffuse lo riconduce al verbo assiro karâbu ("pregare", "benedire") o a termini affini (karibu, karabu, karbu, rispettivamente "che benedice", "benedizione" e "benedetto"). Altre teorie lo riconducono invece all'assiro karûbu ("grande", "potente") oppure a radici comuni a quelle del termine "grifone", rigettate però da alcuni lessicografi.
In Italia, il nome si è diffuso grazie alla devozione verso i cherubini (in maniera non dissimile a quanto accaduto per il più diffuso Serafino), e in parte forse per via del culto dei beati così chiamati. È attestato principalmente al Nord e al Centro. In inglese il suo uso, come nome femminile, è attestato a partire dal XX secolo.

## Onomastico
L'onomastico si può festeggiare in memoria di alcuni beati, alle date seguenti:
- 22 marzo, beato Cherubino da Messina, venerato a Taormina[1]
- 27 giugno, beato Cherubino Torniello[1]
- 4 agosto, beato Cherubino da Spoleto, religioso francescano[1]
- 17 settembre, beato Cherubino Testa, sacerdote agostiniano ad Avigliana[10].

## Persone
- Cherubino da Spoleto, religioso italiano
- Cherubino Alberti, pittore e incisore italiano
- Cherubino Bonsignori, pittore italiano
- Cherubino Caietano, vescovo cattolico italiano
- Cherubino Comini, calciatore e allenatore di calcio italiano
- Cherubino Cornienti, pittore italiano
- Cherubino Ghirardacci, religioso e storico italiano
- Cherubino Staldi, scacchista italiano
- Cherubino Testa, religioso italiano

## Il nome nelle arti
- Cherubino è un personaggio dell'opera di Wolfgang Amadeus Mozart Le nozze di Figaro.